# Serguei Lavrov
Serguei Lavrov (rus: Сергей Викторович Лавров)  (Moscou, 21 de març de 1950) és un polític i diplomàtic rus, Ministre d'Afers exteriors de Rússia des de 2004. Graduat en l'Institut Estatal de Relacions Internacionals de Moscou el 1972, va servir com diplomàtic per a la Unió Soviètica a Sri Lanka fins a 1976. El 1981 va formar part de la Delegació Diplomàtica Soviètica en les Nacions Unides fins a 1988. El 9 de març de 2004 va ser designat pel president de Rússia, Vladímir Putin com a Ministre d'Afers Exteriors, en substitució d'Ígor Ivànov.

## Primers anys i educació
Lavrov va néixer el 21 de març de 1950 a Moscou, fill de pare armeni i mare russa de Geòrgia. El seu pare originalment tenia com a patrònim Kalantarian. La seva mare treballava al ministeri soviètic de comerç exterior. Lavrov es va graduar a l’institut amb una medalla de plata. Atès que la seva classe preferida era física, planejava ingressar a la Universitat Nacional de Recerca Nuclear o a l'Institut de Física i Tecnologia de Moscou, però finalment va ingressar a l'Institut Estatal de Relacions Internacionals de Moscou (MGIMO) i es va graduar el 1972.
Durant la seva formació al MGIMO, Lavrov va estudiar relacions internacionals. Allà va estudiar el singalès, llavors l'única llengua oficial de Sri Lanka, així com el divehi, l'idioma oficial de les Maldives. A més, Lavrov va aprendre anglès i francès, tot i que aquest darrer no el parla amb fluïdesa. Després de ser admès a la universitat, Lavrov, juntament amb altres estudiants, va ser enviat durant un mes per construir la Torre Ostankino.
Durant les seves vacances d’estiu, Lavrov també va treballar a Khakassia, Tuva i l'Extrem Orient rus. Cada semestre, Lavrov i els seus companys estudiants realitzaven representacions de teatre, que posteriorment es presentaven a l'escenari principal de la universitat. Durant el tercer any dels seus estudis, Lavrov es va casar.

## Carrera

### Unió Soviètica
Lavrov es va graduar el 1972. Segons les regles d’aquella època, un graduat de l'Institut Estatal de Relacions Internacionals de Moscou havia de treballar al Ministeri d’Afers Exteriors de la Unió Soviètica durant un cert temps. Lavrov va treballar a l’ambaixada soviètica a Sri Lanka com a assessor, considerat un especialista del país. Aleshores, amdbós països tenien una estreta cooperació econòmica, amb acords remarcables com el de la producció de cautxú natural a Sri Lanka. L'ambaixada soviètica a Sri Lanka també va mantenir relacions amb les Maldives. Lavrov va rebre la tasca d’analitzar contínuament la situació al país, però també va treballar com a traductor, secretari personal i ajudant de Rafiq Nishonov, que més tard seria el 12è Primer Secretari del Partit Comunista de l’Suzbek Uzbek. A més, va obtenir el rang diplomàtic agregat.
El 1976, Lavrov va tornar a Moscou. Va treballar com a tercer i segon secretari a la Secció de Relacions Econòmiques Internacionals de la URSS. Allà, va participar en analítiques i el seu despatx també va treballar amb diverses organitzacions internacionals, incloses les Nacions Unides. El 1981 va ser enviat com a assessor sènior de la missió soviètica a les Nacions Unides a la ciutat de Nova York. El 1988, Lavrov va tornar a Moscou i va ser nomenat subdirector de la Secció de Relacions Econòmiques Internacionals de la URSS. Entre 1990 i 1992 va treballar com a director de l'Organització Internacional del Ministeri d'Afers Exteriors soviètic.

### Rússia
L'octubre de 1990, Andrey Kozyrev, que aleshores dirigia el control de les organitzacions internacionals, va ser nomenat ministre d'Afers Exteriors de l'RSFS russa. Aquell any es van distribuir els poders del Ministeri d'Afers Exteriors soviètic i del Ministeri d'Afers Exteriors de la RSFS de Rússia. Fins aleshores, la RSFS russa només tenia un paper cerimonial. El novembre de 1990, el Consell d'Estat va decidir canviar el seu nom de la Unió de Ministres d'Afers Exteriors a Ministeri d'Afers Exteriors de la Unió Soviètica i el desembre d'aquest mateix any, el Ministeri d'Afers Exteriors de la RSFS russa es va convertir en el Ministeri d'Afers Exteriors de la Federació Russa. L’abril de 1991 va ser nomenat sotsministre d’Afers Exteriors. El 1992, Lavrov va ser nomenat director del Departament d'Organitzacions Internacionals i Problemes Globals del Ministeri d'Afers Exteriors de la Federació Russa. Es va demanar a Lavrov que supervisés les activitats dels Drets Humans i la Cooperació Cultural Internacional i dels dos departaments, per als països de la CEI, les organitzacions internacionals i la cooperació econòmica internacional. Lavrov va treballar al Ministeri d'Afers Exteriors fins al 1994, quan va tornar a treballar a les Nacions Unides, aquesta vegada com a Representant Permanent de Rússia. Mentre estava en aquesta última posició, va ser president del Consell de Seguretat de les Nacions Unides el desembre de 1995, juny de 1997, juliol de 1998, octubre de 1999, desembre de 2000, abril de 2002 i juny de 2003.
El 9 de març de 2004, el president Vladímir Putin va nomenar Lavrov al càrrec de Ministre d'Afers Exteriors, succeint Igor Ivanov en el càrrec. El 21 de maig de 2012, Lavrov va ser nomenat nou ministre d'Afers Exteriors al gabinet dirigit pel primer ministre Dimitri Medvedev.
Es considera que Lavrov continua l'estil del seu predecessor: un brillant diplomàtic, però un funcionari en lloc d’un polític. Un expert de política exterior de Rússia de la Chatham House de Londres l'ha descrit com "un negociador dur, fiable i extremadament sofisticat", però afegeix que "no forma part del santuari interior de Putin" i que l'enduriment de la política exterior russa té molt poc per veure amb ell. Altres diplomàtics han estat molt més crítics en la seva valoració de Lavrov, considerant-lo còmplice de política exterior violenta del president Putin. El 15 de gener de 2020, va dimitir com a membre del gabinet, després que el president Vladímir Putin pronunciés el discurs presidencial a l'Assemblea Federal, en el qual proposava diverses esmenes a la constitució. El 21 de gener de 2020, va mantenir la seva posició al gabinet de Mikhail Mishustin.

#### Guerra de Síria
L'any 2012, en les primeres etapes de la guerra civil siriana, una delegació russa va viatjar a Síria per afirmar el suport de Rússia al govern sirià del president Bashar al-Assad. Lavrov i Mikhail Fradkov, que formaven part de la delegació, van rebre una benvinguda reial per milers de partidaris pro-Assad. Els partidaris van agitar banderes russes gràcies al veto de Rússia a una resolució de l'ONU que demanava sancions dures al govern sirià.
A l’octubre del 2019, Lavrov va condemnar la decisió de Donald Trump d’enviar tropes nord-americanes a custodiar els camps petrolífers de Síria i possiblement explotar-los, dient que qualsevol "explotació dels recursos naturals d’un estat sobirà sense el seu consentiment és il·legal."

#### Guerra a l'est d'Ucraïna
Després del referèndum sobre l'estatus de Crimea del març del 2014, Lavrov va proposar que Ucraïna fos independent de qualsevol de les dues opcions, que la llengua russa fos reconeguda oficialment i que la constitució s'organitzés d'acord amb les línies federals.
Quan els líders del G8 van votar per suspendre oficialment la pertinença a Rússia el 24 de març, Lavrov va declarar que el G8 era una organització informal i que la pertinença era opcional per a Rússia.
En una entrevista del 30 de març, va parlar de l'acord del 21 de febrer signat per Viktor Ianukóvitx, Vitaly Klitchko, Arseniy Yatsenyuk i Oleg Tyagnibok, així com els ministres d'Afers Exteriors de Polònia, França i Alemanya per promoure canvis pacífics a Ucraïna. Lavrov va subratllar el federalisme com una solució a l'atzucac constitucional a Ucraïna i va lamentar la desoficialització de la llengua russa. Va lamentar l’ús indegut de l’Acord de Schengen per obligar els ciutadans de Crimea a visitar Kíev per obtenir un visat de Schengen. Lavrov va afirmar que la revolució de Maidan a Kíev i els resultats del referèndum de Crimea haurien de ser acceptats per igual per Occident. Va reiterar la proposta russa de tres parts per al progrés d'Ucraïna:
- Federalisme constitucional
- Reconeixement de les minories lingüístiques
- Que Ucraïna sigui un estat no alineat

Tot i que Lavrov va reconèixer que Rússia està en contacte amb els rebels separatistes ucraïnesos, va negar les acusacions nord-americanes i de la UE que Moscou financés la rebel·lió i va acusar els Estats Units d'agreujar el conflicte. Va afegir que les possibilitats de resoldre la crisi ucraïnesa haurien estat més elevades si només depengués de Rússia i Europa. Lavrov va dir que els separatistes volen "defensar la seva cultura, les seves tradicions, celebrar les seves vacances més que els aniversaris de Roman Shukhevych i Stepan Bandera.
El juny de 2016, Lavrov va declarar que Rússia mai no atacarà cap país de l'OTAN i va dir: "Estic convençut que tots els polítics seriosos i honestos saben perfectament que Rússia mai no atacarà un estat membre de l'OTAN. No tenim aquests plans". També va dir: "En la nostra doctrina de seguretat, s'indica clarament que una de les principals amenaces a la nostra seguretat és l'expansió de l'OTAN cap a l'est".